# Thurlow Rogers
Thurlow Thomas Rogers (nascido em 3 de julho de 1960) é um ex-ciclista olímpico estadunidense. Representou sua nação na prova de corrida individual em estrada nos Jogos Olímpicos de Verão de 1984.